# Aachener Tor (Jülich)

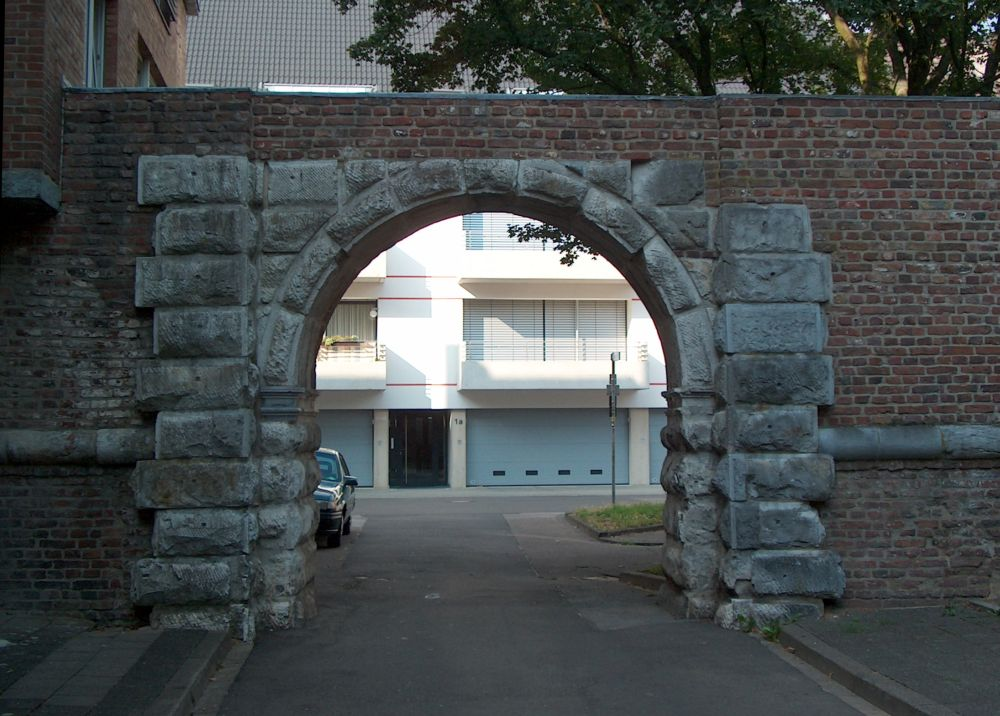
Das Aachener Tor von der Feldseite her

Das Aachener Tor (auch genannt Rurpforte) in Jülich ist ein Überrest der frühneuzeitlichen Stadtbefestigung und wurde vermutlich um das Jahr 1548 im Zuge der Neubefestigung Jülichs nach dem verheerenden Stadtbrand 1547 als Bau begonnen. Planung und Ausführung oblagen wahrscheinlich dem italienischen Architekten und Landesbaumeister Alessandro Pasqualini, der für den Ausbau der Stadt und ihrer Befestigung verantwortlich zeichnete. Hinter dem Tor lag der beim Stadtbrand vergleichsweise unbeschädigt gebliebene Stadtteil Jülichs, wovon auch der erhaltene mittelalterliche Hexenturm aus dem 14. Jahrhundert zeugt. Das Aachener Tor diente über dreihundert Jahre als Hauptzugang zur Stadt aus westlicher Richtung und war entsprechend stark befestigt. Über dem Torbogen stand ein Torhaus aus Ziegeln mit Verzierungen aus Blaustein, das in einem Feld über dem Tor bis 1798 eine Steintafel mit folgender Aufschrift trug:

„GVILIELMVS DVX JVLIAE, CLIVIAE ET MONTIVM HOC PROPVGNACVLVM IN SALVTEM PATRIAE EXTRVXIT ANNO A PARTVR VIRGINIS MDXXXXVIII“

Sie kennzeichnet Herzog Wilhelm V. von Jülich-Kleve-Berg als Bauherrn und datiert das Tor auf das Jahr 1548. Eine ähnliche Tafel fand sich angeblich am Kölntor.
Jüngere Ausgrabungen legen den Schluss nahe, dass das Aachener Tor zunächst in der Flucht des älteren Hexenturmes / Rurtores lag. Die alte Römerstraße wurde vorerst mit einem Damm über den Graben geführt, was zwar strenggenommen eine Schwachstelle in der Befestigung darstellte, jedoch aufgrund der wenig bedrohten flussnahen Lage wohl kaum bedeutsam war. Ein von der Mittelachse der südwestlichen Stadtkurtine abweichendes Ravelin bot zusätzlichen Schutz. Erst während der spanischen Besatzungszeit wurde das Tor offenbar um 1648 im Zuge von Bauarbeiten an diesem Mauerabschnitt an den heutigen Standort verlegt. Das exzentrische Ravelin diente nun in reduzierter Form als Vorwerk eines neuen, regelmäßigen und größeren Ravelins. Ein weiteres ähnlich dimensioniertes Vorwerk auf der südlichen Seite des neuen Ravelins stellte die Symmetrie her. Stilistisch soll das Tor eher ins 17. Jahrhundert gepasst haben, so dass der Schluss naheliegt, dass das Tor am neuen Standort neu gebaut und nur die dazugehörige Tafel an den neuen Standort versetzt wurde.
In der maximalen Ausbauphase zwischen 1810 und 1860 war der Zugang zur Stadt von Westen her durch den Brückenkopf, die Schleusenbrücke über die Rur, das Stadtravelin 2 mit seinen Vorwerken und das Aachener Tor selbst mit der Flankierung durch die Stadtbastionen II und III gesichert. Es stellte dabei ein regelrechtes Nadelöhr dar, durch das sich der gesamte die Stadt passierende Verkehr zwängen musste. Der gleiche Vorgang wiederholte sich in umgekehrter Reihenfolge am gegenüberliegenden Kölntor. Die Stadt konnte wegen der schlechten sonstigen Wege nur schwer umgangen werden, und der Torbogen war so eng, dass es regelmäßig zu Behinderungen und Unfällen kam. Dabei war der Verkehr recht beachtlich, Anfang des 19. Jahrhunderts zählte man auf der Landstraße täglich immerhin an die zweihundert Fuhrwerke.
Nach Auflassung der Festung 1860 wurde die Stadtbefestigung in den Jahren 1859–1861 bis auf geringe Reste abgebrochen, dabei wurde das Torhaus niedergelegt und der Graben verfüllt. Die Hauptdurchgangsstraße wurde nun nördlich des Torbogens erneut nahe der Trasse der alten Römerstraße vorbeigeführt, so die Notwendigkeit eines kompletten Abbruchs entfiel und der Torbogen selbst erhalten blieb. Erhalten hat sich auch ein Teilstück der Blendmauer der Stadtbefestigung mit dazugehörigem Graben zwischen dem Aachener Tor und der Stadtbastion No. III St. Jakob, die unterirdisch erhalten geblieben ist. Es ist deutlich sichtbar, dass die Stadtbefestigung dieselben Baumerkmale wie die der Zitadelle aufwies, jedoch insgesamt bescheidener ausfiel. So sind die Mauern von der Grabensohle aus nur etwa sieben bis neun Meter hoch statt zwölf bis fünfzehn Metern bei der Zitadelle.
Das Tor wurde in den 1990er Jahren restauriert und hat heute keine verkehrstechnische Bedeutung mehr. Es ist lediglich noch für Fußgänger und Radfahrer interessant und ermöglicht den Zugang zur Realschule und zur Promenade vom Stadtzentrum aus.